# Хондурас на Светском првенству у атлетици на отвореном 2022.
Хондурас је учествовао на 18. Светском првенству у атлетици на отвореном 2022. одржаном у Јуџину  од 15. до 25. јула осамнаести пут, односно учествовао је на свим првенствима до данас. Репрезентацију Хондураса је представљао један такмичар који се такмичио у трци на 100 метара.,
На овом првенству такмичар Хондураса није освојио ниједну медаљу, нити је остварио неки резултат.

## Учесници
Мушкарци:
- Melique García — 100 м

## Резултати

### Мушкарци
| Melique García | 100 м | 10,50 | 10,70 кв, ЛРС | 3. у гр. 4 | 10,88 | 8. у гр. 4 | Није се квалификовао | 56 / 67 (71) |  |